# Mistrzostwa Świata w Lekkoatletyce 1987 – skok w dal mężczyzn

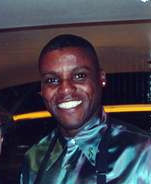
Mistrz świata Carl Lewis

Skok w dal mężczyzn – jedna z konkurencji technicznych rozgrywanych podczas lekkoatletycznych mistrzostw świata w 1987 na Stadionie Olimpijskim w Rzymie.
Zwycięzcą został Carl Lewis ze Stanów Zjednoczonych, który tym samym obronił tytuł zdobyty na poprzednich mistrzostwach. Pierwotnie brązowy medal otrzymał Giovanni Evangelisti z Włoch, któremu w ostatniej kolejce zmierzono odległość skoku 8,38 m. Jednak późniejsze analizy wykazały, że jego skok był krótszy, a włoscy sędziowie w oszukańczy sposób umieścili znacznik skoku. Evangelisti został pozbawiony medalu, który przypadł Myricksowi.

## Terminarz
| Data       |              |
| ---------- | ------------ |
| 4 września | Kwalifikacje |
| 5 września | Finał        |

## Rekordy
|                          | Zawodnik   | Wynik | Miejsce  | Data                      |
| ------------------------ | ---------- | ----- | -------- | ------------------------- |
| Rekord świata            | Bob Beamon | 8,90  | Meksyk   | 10 października 1968(dts) |
| Rekord mistrzostw świata | Carl Lewis | 8,55  | Helsinki | 10 sierpnia 1983(dts)     |

## Wyniki

### Kwalifikacje
Zawodnicy startowali w dwóch grupach. Minimum kwalifikacyjne wynosiło 7,95 m. Do finału awansowali skoczkowie, którzy uzyskali minimum (Q) lub 12 skoczków z najlepszymi wynikami (q).
| Pozycja | Grupa | Zawodnik              | Państwo           | Wynik | Uwagi |
| ------- | ----- | --------------------- | ----------------- | ----- | ----- |
| 1       | B     | Carl Lewis            | Stany Zjednoczone | 8,36  | Q     |
| 2       | B     | Larry Myricks         | Stany Zjednoczone | 8,20  | Q     |
| 3       | A     | Robert Emmijan        | ZSRR              | 8,19  | Q     |
| 4       | A     | Paul Emordi           | Nigeria           | 8,14  | Q     |
| 5       | B     | Jens Hirschberg       | NRD               | 8,10  | Q     |
| 6       | A     | Władimir Bobylow      | ZSRR              | 8,08  | Q     |
| 7       | B     | Yusuf Alli            | Nigeria           | 8,07  | Q     |
| 8       | A     | Jarmo Kärnä           | Finlandia         | 8,06  | Q     |
| 9       | B     | Władimir Amidżinow    | Bułgaria          | 8,05  | Q     |
| 10      | B     | Heiko Reski           | RFN               | 8,03  | Q     |
| 11      | A     | Junichi Usui          | Japonia           | 8,02  | Q     |
| 12      | A     | Jaime Jefferson       | Kuba              | 8,00  | Q     |
| 13      | A     | Mike Conley           | Stany Zjednoczone | 7,99  | Q     |
| 14      | B     | Serhij Łajewski       | ZSRR              | 7,98  | Q     |
| 15      | B     | Giovanni Evangelisti  | Włochy            | 7,97  | Q     |
| 16      | A     | Norbert Brige         | Francja           | 7,96  | Q     |
| 17      | B     | Ivo Krsek             | Czechosłowacja    | 7,96  | Q     |
| 18      | B     | Emiel Mellaard        | Holandia          | 7,93  |       |
| 19      | B     | Chen Zunrong          | Chiny             | 7,90  |       |
| 20      | B     | Andreas Steiner       | Austria           | 7,87  |       |
| 21      | A     | Frans Maas            | Holandia          | 7,78  |       |
| 22      | B     | Fred Salle            | Kamerun           | 7,60  |       |
| 23      | B     | Antonio Corgos        | Hiszpania         | 7,60  |       |
| 24      | A     | Róbert Széli          | Czechosłowacja    | 7,59  |       |
| 25      | B     | Ian James             | Kanada            | 7,54  |       |
| 26      | A     | Dietmar Haaf          | RFN               | 7,51  |       |
| 27      | A     | Ray Quiñones          | Portoryko         | 7,41  |       |
| 28      | B     | Badara Mbengue        | Senegal           | 7,23  |       |
| 29      | B     | Carlos Casar          | Meksyk            | 7,21  |       |
| 30      | A     | Jeffrey Neptune       | Grenada           | 7,11  |       |
| 31      | A     | Marcus Barros         | Brazylia          | 6,94  |       |
| 32      | A     | Devon Hyde            | Belize            | 6,61  |       |
| 33      | B     | Wilbert Lee           | Montserrat        | 6,61  |       |
| –       | A     | Lester Benjamin       | Antigua i Barbuda | NM    |       |
| –       | A     | Dimitrios Chadzopulos | Grecja            | NM    |       |
| –       | A     | Stanisław Jaskułka    | Polska            | NM    |       |
| –       | A     | António dos Santos    | Angola            | NM    |       |
| –       | A     | Bruny Surin           | Kanada            | NM    |       |
| –       | B     | Jeroen Fischer        | Belgia            | DNS   |       |
| –       | B     | Kim Won-jin           | Korea Południowa  | DNS   |       |

### Finał
| Poz. | Zawodnik             | Państwo           | #1   | #2     | #3   | #4   | #5   | #6   | Wynik  | Uwagi |
| ---- | -------------------- | ----------------- | ---- | ------ | ---- | ---- | ---- | ---- | ------ | ----- |
| 01 ! | Carl Lewis           | Stany Zjednoczone | 8,67 | 8,65   | 8,67 | 8,43 | x    | 8,60 | 8,67   | CR    |
| 02 ! | Robert Emmijan       | ZSRR              | 8,30 | x      | x    | 8,53 | x    | x    | 8,53   |       |
| 03 ! | Larry Myricks        | Stany Zjednoczone | x    | 8,04 w | 8,23 | 8,13 | 8,33 | 8,20 | 8,33   |       |
| 4.   | Giovanni Evangelisti | Włochy            | x    | 8,09   | 8,19 | 7,59 | x    | 8,38 | 8,19   |       |
| 5.   | Jens Hirschberg      | NRD               | 8,16 | 8,04   | 7,97 | 7,85 | x    | 7,95 | 8,16   |       |
| 6.   | Jaime Jefferson      | Kuba              | 7,78 | 7,85   | 8,09 | 8,04 | 7,84 | 8,14 | 8,14   |       |
| 7.   | Władimir Amidżinow   | Bułgaria          | 8,11 | 7,80   | 8,05 | 7,86 | 7,99 | 8,01 | 8,11   |       |
| 8.   | Mike Conley          | Stany Zjednoczone | x    | 8,10   | x    | x    | x    | x    | 8,10   |       |
| 9.   | Serhij Łajewski      | ZSRR              |      |        |      |      |      |      | 8,08   |       |
| 10.  | Heiko Reski          | RFN               |      |        |      |      |      |      | 8,03   |       |
| 11.  | Yusuf Alli           | Nigeria           |      |        |      |      |      |      | 8,00   |       |
| 12.  | Junichi Usui         | Japonia           |      |        |      |      |      |      | 8,00   |       |
| 13.  | Władimir Bobylow     | ZSRR              |      |        |      |      |      |      | 7,90 w |       |
| 14.  | Jarmo Kärnä          | Finlandia         |      |        |      |      |      |      | 7,83   |       |
| 15.  | Norbert Brige        | Francja           |      |        |      |      |      |      | 7,82   |       |
| 16.  | Paul Emordi          | Nigeria           |      |        |      |      |      |      | 7,80   |       |
| 17.  | Ivo Krsek            | Czechosłowacja    |      |        |      |      |      |      | 7,72   |       |